# Ергофобија
Ергофобија која се још назива и ергасиофобија је ненормалан и истрајан страх, односно фобија од рада или функционисања. Људи који пате од ове фобије осећају неумерену анксиозност у вези са радним окружењем, иако схватају да је њихов страх ирационалан. Њихови страхови заправо могу бити комбинација страха од неуспеха у задацима који су им дати, страха од тога да говоре пред другим запосленима или да се друже (социјализују) са њима.

## Узроци
Могуће је да је особа која пати од ове фобије искусила трауму коју на неки начин аутоматски и онда и трајно повезује са послом. Интровертне особе осећају да немају потребне социјалне вештине или немају оне вештине потребне за ту врсту посла, а можда је особа доживела неку трауму у смислу отказа. Разлози, дакле, могу бити бројни.

## Симптоми
Симптоми се разликују од особе до особе. Блажи симптоми су знојење или осећај мучнине, док су тежи паралисаност од страха или напад панике. Још неки симптоми су сушење уста, убрзани откуцаји срца, појачана осетљивост, вртоглавица итд.

## Лечење
Већина људи сама препозна симптоме ергофобије. Када страх од рада почне да утиче не само на ефикасност на послу, већ и на свакодневни живот, препоручује се помоћ стручњака. Он углавном помаже кроз разговор, али се примењују и технике опуштања и визуелизације које пацијент учи како би помогао самом себи. У тежим случајевима се преписују лекови.

## Порекло речи
Ова реч потиче од грчких речи „ergon“ (рад, посао) и „phobos“ (страх). „Ergo“ је реч од кога су настале и друге енглеске речи, попут ергометра (ergometer) (уређај који мери количину рада мишића) и ергономије (ergonomics) (примењена наука дизајна канцеларијске опреме и намештаја у циљу повећања функционалности и унапређења комодитета радника).